# Бирцев, Виктор Александрович
Виктор Александрович Бирцев (20 апреля 1927; Ленинград, РСФСР, СССР — 12 июня 1976; Ленинград, РСФСР, СССР) — советский актёр театра, кино и озвучивания (дубляжа).

## Биография
Родился 20 апреля 1927 года в Ленинграде, в многодетной семье. Отец работал завхозом 7-й детской Ленинградской поликлиники, мать трудилась портнихой. Помимо самого Виктора, в их доме воспитывалось ещё трое детей, две дочери и сын.
Проходил обучение в 173-й школе своего родного города. После начала Великой Отечественной войны был эвакуирован в Омск. Там Бирцев совмещал учёбу и работу. К концу 1943 года переехал в Москву, а в 1944 году стал студентом актёрского факультета Театрального училища им. Б. В. Щукина, где попал на курс обучения к Иосифу Моисеевичу Толчанову. После окончания этого вуза служил долгие годы двум театрам, Ленинградском государственному театру имени Ленинского комсомола и Театру имени Ленсовета.  
Страдал от алкогольной зависимости.
Ушёл из жизни 12 июня 1976 года в Ленинграде.

## Личная жизнь
- Был женат на Тамаре Сергеевне Сизовой, выпускнице Ленинградской консерватории им. Н. А. Римского-Корсакова, позже работавшей концертмейстером театра[1].
- Второй брак  с Долорес Ивановной Столбовой, с которой до конца своей жизни занимался концертной деяльностью[1].

## Фильмография
- 1945 — Это было в Донбассе — комсомолец
- 1947 — Рядовой Александр Матросов — Берёзкин
- 1947 — Сельская учительница — Павел Шалыгин
- 1953 — Весна в Москве — Соловей третий
- 1953 — Римский-Корсаков — Сазонов
- 1953 — Честь товарища — Владимир Ковалёв
- 1954 — Укротительница тигров — эпизод
- 1955 — Дело Румянцева — младший лейтенант милиции
- 1957 — Балтийская слава — типографский рабочий
- 1958 — В дни Октября — эпизод
- 1958 — В твоих руках жизнь — Костя
- 1962 — Если позовёт товарищ — эпизод
- 1963 — День счастья — эпизод
- 1963 — Полёт к тысячам солнц — молодой учёный — главная роль
- 1964 — Проводы белых ночей (фильм-спектакль)
- 1969 — Матросы — Авдеев
- 1974 — Рождённая революцией — Гринёв (3 серия)

### Озвучивание
- 1957 — Годы любви (болгарский художественный фильм) — Ангел

## Оценочные мнения
Киновед Алексей Тремасов рассказал о том, что театральная деятельность актёра началась с роли В. И. Ленина, играл он в том числе помимо эпизодов в ведущих ролях. Также Бирцев активно использовался в репертуаре, в основном в пьесах советских авторов играл самые разные роли. Также киновед отметил, что актёру принесла наибольший успех роль суворовца Владимира Ковалёва в фильме «Честь товарища». По мнению Тремасова, его честный, благородный герой этого фильма пришёлся по душе многим женским сердцам, и данная роль стала визитной карточкой артиста на дальнейшие годы. Но таких известных ролей в его жизни больше не было. Ему предлагали различные эпизодические, маловырозительные роли.